# Nina Ligon
Pour les articles homonymes, voir Ligon.
Nina Ligon, de son nom thaïlandais Rujiraporn Lamsam Ligon ( thaï : รุจิราภรณ์ ล่ำซำ ลีเกิ้น (ณีนา), née le 8 octobre 1991) est une cavalière américano-thaïlandaise.
Elle a concouru pour la Thaïlande au concours complet individuel lors des Jeux olympiques d'été de 2012,. Elle est également la première cavalière à représenter un pays asiatique dans les épreuves équestres des Jeux Olympiques.

## Biographie
De nationalité américaine et thaïlandaise, elle est la fille cadette de l'homme d'affaires américain Austin Ligon et de Samornmitr Lamsam (une fille du banquier thaïlandais Kasem Lamsam).
Après avoir fait partie de l'équipe américaine junior de concours complet, la Thailand Equestrian Association l'invite à concourir pour la Thaïlande. Aux Jeux d'Asie du Sud-Est de 2007, elle a remporté le concours complet individuel et a fait partie de l'équipe thaïlandaise qui a remporté la médaille d'or par équipe.
Aux Jeux asiatiques de 2010, Ligon faisait partie de l'équipe thaïlandaise qui a remporté l'argent, terminant 4e individuellement,. En 2011, elle a reçu le prix FEI Rising Star Award, décerné aux cavaliers âgés de 14 à 21 ans qui font preuve de talent et de détermination.
Aux Jeux olympiques de 2012, elle a monté Butts Leon, un cheval qui était auparavant monté par Andres Dibowski aux Jeux olympiques de 2008. La paire a terminé 41e sur 75. Après les Jeux olympiques de Londres, elle entreprend des études à l'université de Stanford.